# Franklin Williams
Franklin H. Williams (1917 – 1990) foi um advogado e líder do Movimento dos direitos civis. Como assistente de Thurgood Marshall representou a Associação Nacional para o Avanço das Pessoas de Cor perante os tribunais em casos penais. Em 1950, ele foi nomeado diretor da região ocidental da (NAACP), onde durante 9 anos dirigiu unidades que envolvem habitação aberta, desagregação da escola e dos direitos civis.